# Замок Мелборн
Замок Мелборн (англ. Melbourne Castle) — руины замка XIV века в городе Мелборн в графстве Дербишир. Построен на месте более ранней королевской усадьбы, в которой останавливались дворяне на время охоты в близлежащем королевском парке во времена правления короля Иоанна. Строительство замка было начато в 1311 году Томасом, 2-м графом Ланкастер, и продолжалось до 1322 года, незадолго до его казни, однако работы так и не были полностью завершены.
С начала XIV века Мелборнский замок в основном находился во владении графов и герцогов Ланкастер или Короны. Замок несколько раз ремонтировали и расширяли, в частности, Джон Гонт; в целом здание находилось в хорошем состоянии на протяжении XV и начала XVI веков. Герцог Жан I де Бурбон, содержался в Мелборне в течение девятнадцати лет после пленения в битве при Азенкуре в 1415 году. Также замок рассматривался как место возможного заключения Марии, королевы Шотландии, хотя в итоге её держали в другом месте.
К концу правления Елизаветы I замок пришёл в упадок. Хотя каменная кладка была крепкой, плохой уход привёл к значительному износу строения. В 1604 году поместье приобрёл Генри Гастингс, 5-й граф Хантингдон, у которого был собственный замок в соседнем Эшби-де-ла-Зуше. Позже каменную кладку Мелборна разобрали на строительный материал. Всё, что на сегодняшний день осталось от замка, это часть стены длиной около 15 м и высотой 4 м, а также несколько фрагментов фундамента. О внутренней планировке замка ничего не известно.
Руины замка занесены в реестр памятников архитектуры II степени. Открытого доступа к замку нет.